# José Nazábal
José Nazabal (1 juli 1951) is een voormalig Spaans wielrenner.

## Belangrijkste overwinningen
1976
- GP Navarra

1977
- 3e etappe Ronde van Frankrijk
- 18e etappe Ronde van Spanje
- eindklassement Ronde van Aragon

## Resultaten in voornaamste wedstrijden
| Jaar | Ronde van Italië | Ronde van Frankrijk | Ronde van Spanje |
| ---- | ---------------- | ------------------- | ---------------- |
| 1975 |                  |                     | 23e              |
| 1976 | opgave           |                     | ↑                |
| 1977 |                  | buiten tijd (1)     | 21e (1)          |
| 1978 |                  | opgave              | 7e               |

| Jaar | Milaan-San Remo |  | WK op de weg |
| ---- | --------------- |  | ------------ |
| 1975 |                 |  |              |
| 1976 |                 |  | 33e          |
| 1977 |                 |  |              |
| 1978 | 111e            |  |              |